# Liste der salvadorianischen Botschafter beim Heiligen Stuhl
Die Botschaft befindet sich in der Vía Domenico Cimarosa 18 in Rom.
| Ernennung/Akkreditierung (Diplomatie) | Botschafter                        | Bemerkungen | ernannt von                    | akkreditiert bei  | Posten verlassen |
| ------------------------------------- | ---------------------------------- | --- | ------------------------------ | ----------------- | ---------------- |
| 1928                                  | José Gustavo Guerrero              | | Pío Romero Bosque              | Pius XI.          | 1931             |
| 14. Apr. 1934                         | Camillo Damman                     | | Maximiliano Hernández Martínez | Pius XI.          | 1936             |
| 1937                                  | Raúl Contreras                     | 1933 Geschäftsträger in Madrid | Maximiliano Hernández Martínez | Pius XI.          | 1945             |
| 1947                                  | Antonio Alvarez Vidaurre           | Sitz in Madrid | Salvador Castaneda Castro      | Pius XII.         | 1951             |
| 1951                                  | Alfredo Guirola Borghi             | Geschäftsträger | Óscar Osorio Hernández         | Pius XII.         | 1952             |
| 1952                                  | Héctor Escobar Serrano             | Gesandter Ettore Escobar Serrano | Óscar Osorio Hernández         | Pius XII.         | 1960             |
| 1961                                  | Antonio Alvarez Vidaurre           | Botschafter | Miguel Ángel Castillo          | Johannes XXIII.   | 1963             |
| 1964                                  | Ernesto Trigueros Alcaine          | | Eusebio Rodolfo Cordón Cea     | Paul VI.          | 1970             |
| 1971                                  | Alfonso Quiñónez Meza              | | Fidel Sánchez Hernández        | Paul VI.          | 1973             |
| 1973                                  | Gustavo Adolfo Guerrero            | Sohn von José Gustavo Guerrero, 1945 Botschafter in London und bei der ersten Vollversammlung der Vereinten Nationen. | Arturo Armando Molina          | Paul VI.          | 1976             |
| 1977                                  | Prudencio Llach Schonenberg        | | Carlos Humberto Romero         | Paul VI.          | 1991             |
| 1991                                  | José Carlos Herodier Candel        | Geschäftsträger 2002 Generalkonsul in Toronto | Alfredo Cristiani Burkard      | Johannes Paul II. | 1992             |
| 27. März 1992                         | Roberto José Simán Jacir           | | Alfredo Cristiani Burkard      | Johannes Paul II. | 2004             |
| 2004                                  | José Francisco Eduardo Vides Larín | Geschäftsträger | Antonio Saca                   | Johannes Paul II. | 2005             |
| 1. Dez. 2005                          | Francisco A. Soler                 | Sitz in London (* 23. November 1945 in San Salvador), 1980–1989: Botschafter in Brüssel, 1991–1998: Botschafter in Kingston (Jamaica) 1970–1974: Vizepräsident von Ultramar Banking Corporation (Mexiko-Stadt und London), 1974–1998 Geschäftsführer der Heileman Brewing Corporation H.B.S. Finance Corporation (Miami und London), 1981–1985: Direktor der First Palm Beach International Bank, seit 1983 Direktor der United States Can Company (Oak Brook, Illinois Dosenhersteller), seit 1986 Vorsitzender des Verwaltungsrates der International Bancorp of Miami, 1991–1998 Vorsitzender des Verwaltungsrates des Harbour Club Ltd. in London, 1992–1997 Vize-Präsident der All American Bottling Corporation, Oklahoma, seit 1994 Vorsitzender des Verwaltungsrates des Harbour Club Milano S.p.a. | Antonio Saca                   | Benedikt XVI.     | 2010             |
| 18. Okt. 2010                         | Manuel Roberto López Barrera       | (* 22. Mai 1945) verheiratet fünf Kinder 1970–1973: Studium der Architektur an der Universität von El Salvador, 1977–1990: Aufbauseminare für Archäologie und prähistorischen Kultur von El Salvador an der Universität von Pennsylvania und der Smithsonian Institution in Washington DC. September 1987 Mitinitiator der ersten Konferenz über den Schutz des archäologischen Erbes mit den Vereinigten Staaten, Mitglied der Nationalen Kommission für das kulturelle Erbe von der UNESCO, um die Konvention von 1970 umzusetzen; 1973–1986 Assistant am Institut für Archäologie; 1986–1992: Direktor des Museum of Anthropology „Dr. David J. Guzmán“ und Leiter der Abteilung für Landesmuseen in der Direktion des kulturellen Erbes von CONCULTURA, 1992–1994: Leiter der Abteilung an der Hochschule für Angewandte Kunst der Universität „Dr. José Matías Delgado“, 1980–1997 Professor für Archäologie und Geschichte der Pre-hispanischen Kultur an der Kunstgewerbeschule der Universität „Dr. José Matías Delgado“, 1994–1997: Leiter der Öffentlichkeitsarbeit des Präsidenten der Republik, 1997–2008: Zeremonienmeister der Legislativversammlung von El Salvador, 2009–2010: Zeremonienmeister im Auswärtigen Amt. | Mauricio Funes                 | Benedikt XVI.     |                  |